# La Hija de Dios
La Hija de Dios  és un municipi de la província d'Àvila, a la comunitat autònoma de Castella i Lleó. Limita amb els municipis de Narros del Puerto, 
Solosancho, Mengamuñoz, Sotalbo i La Torre

## Demografia
| 1991 | 1996 | 2001 | 2004 |
| ---- | ---- | ---- | ---- |
| 165  | 114  | 112  | 94   |